# Collegio di East Hampshire
East Hampshire è un collegio elettorale inglese situato nell'Hampshire rappresentato alla Camera dei comuni del parlamento del Regno Unito. Elegge un membro del parlamento con il sistema maggioritario a turno unico; l'attuale parlamentare è Damian Hinds del Partito Conservatore, che rappresenta il collegio dal 2010.

## Estensione

Il collegio di East Hampshire dal 2010 al 2024

- 1983-1997: i ward del distretto di East Hampshire di Binsted, Bramshott and Liphook, Clanfield and Buriton, East Meon and Langrish, Froyle and Bentley, Froxfield and Steep, Grayshott, Headley, Horndean Catherington, Horndean Hazleton, Horndean Kings, Horndean Murray, Liss, Petersfield Heath, Petersfield St Mary's, Petersfield St Peter's, Rowlands Castle, Selborne, The Hangers, Whitehill Bordon and Whitehill e Whitehill Lindford, e i ward edl distretto di Hart di Church Crookham, Crondall, Fleet Courtmoor, Fleet Pondtail, Fleet West, Hook, Long Sutton e Odiham.
- 1997-2010: i ward del distretto di East Hampshire di Alton Holybourne, Alton North East, Alton North West, Alton South East, Alton South West and Beech, Clanfield and Buriton, East Meon and Langrish, Farringdon, Four Marks, Froxfield and Steep, Horndean Catherington, Horndean Hazleton, Horndean Kings, Horndean Murray, Liss, Medstead, North Downland, Petersfield Heath, Petersfield St Mary's, Petersfield St Peter's, Ropley and West Tisted, Rowlands Castle e The Hangers, e i ward del distretto di Havant di Cowplain, Hart Plain e Waterloo.
- 2010-2024: i ward del distretto di East Hampshire di Alton Amery, Alton Ashdell, Alton Eastbrooke, Alton Westbrooke, Alton Whitedown, Alton Wooteys, Binstead and Bentley, Bramshott and Liphook, Downland, East Meon, Four Marks and Medstead, Froxfield and Steep, Grayshott, Headley, Holybourne and Froyle, Lindford, Liss, Petersfield Bell Hill, Petersfield Causeway, Petersfield Heath, Petersfield Rother, Petersfield St Mary's, Petersfield St Peter's, Ropley and Tisted, Selborne, The Hangers and Forest, Whitehill Chase, Whitehill Deadwater, Whitehill Hogmoor, Whitehill Pinewood e Whitehill Walldown.
- dal 2024: il ward del borgo di Basingstoke and Deane di Oakley and The Candovers (distretti elettorali OC02, OC10, OC12, OC13, OC14, OC15, OC16 e OC17) e i ward del distretto di East Hampshire di Alton Amery, Alton Ashdell, Alton Eastbrooke, Alton Holybourne, Alton Westbrooke, Alton Whitedown, Alton Wooteys, Bentworth and Froyle, Binsted, Bentley and Selborne, Buriton & East Meon, Clanfield, Four Marks and Medstead, Froxfield, Sheet and Steep, Horndean Catherington, Horndean Downs, Horndean Kings and Blendworth, Horndean Murray, Liss, Petersfield Bell Hill, Petersfield Causeway, Petersfield Heath, Petersfield St. Peter’s, Ropley, Hawkley and Hangers e Rowlands Castle

Il collegio ricopre un'area simile a quella del distretto dell'East Hampshire, che però non racchiude completamente. Il collegio comprende città medie come Petersfield e Alton, ma anche città minori come Bordon, Liss e Liphook, e una piccola parte del borough di Havant a nord di Waterlooville, a sua volta a nord di Portsmouth. Gran parte del collegio ricade all'interno dell'Area of Outstanding Natural Beauty. 
I risultati politici fino ad oggi, eccetto quelli del 1997, suggeriscono che il collegio sia un seggio sicuro per il Partito Conservatore, e il partito ha la 28° più alta percentuale di votanti della nazione. Fino al 2010, i Liberal Democratici (e il partito predecessore, il Partito Liberale), sono sempre arrivati secondi; alle elezioni del 2015, il Partito per l'Indipendenza del Regno Unito (UKIP) si è posizionato secondo con il 12,3% dei voti.

## Membri del parlamento
| Elezione | Elezione     | Deputato      | Partito      |
| -------- | ------------ | ------------- | ------------ |
|          | 1983         | Michael Mates | Conservatore |
| 2010     | Damian Hinds |               | Conservatore |

## Elezioni

### Elezioni negli anni 2020
| Partito                    | Partito                                   | Candidato                  | Risultati 4 luglio 2024 | Risultati 4 luglio 2024 |
| Partito                    | Partito                                   | Candidato                  | Voti                    | %                       |
| -------------------------- | ----------------------------------------- | -------------------------- | ----------------------- | ----------------------- |
|                            | Conservatore                              | Damian Hinds               | 18 509                  | 36,94                   |
|                            | Lib Dem                                   | Dominic Martin             | 17 234                  | 34,40                   |
|                            | Reform UK                                 | Matthew Kellermann         | 6 476                   | 12,92                   |
|                            | Laburista                                 | Lucy Sims                  | 4 967                   | 9,91                    |
|                            | Verdi                                     | Richard Knight             | 2 404                   | 4,80                    |
|                            | Hampshire Independents                    | Jim Makin                  | 364                     | 0,73                    |
|                            | Social Democratico                        | Sara Smith                 | 152                     | 0,30                    |
|                            |                                           |                            |                         |                         |
| Iscritti                   | Iscritti                                  | Iscritti                   | 71 965                  | 100,00                  |
| ↳ Votanti (% su iscritti)  | ↳ Votanti (% su iscritti)                 | ↳ Votanti (% su iscritti)  | 50 106                  | 69,63                   |
| ↳ Astenuti (% su iscritti) | ↳ Astenuti (% su iscritti)                | ↳ Astenuti (% su iscritti) | 21 859                  | 30,37                   |
|                            |                                           |                            |                         |                         |
|                            | Esito: collegio confermato a Conservatore |                            |                         |                         |

### Elezioni negli anni 2010
| Partito                    | Partito                                   | Candidato                  | Risultati 12 dicembre 2019 | Risultati 12 dicembre 2019 |
| Partito                    | Partito                                   | Candidato                  | Voti                       | %                          |
| -------------------------- | ----------------------------------------- | -------------------------- | -------------------------- | -------------------------- |
|                            | Conservatore                              | Damian Hinds               | 33 446                     | 58,79                      |
|                            | Lib Dem                                   | David Buxton               | 13 750                     | 24,17                      |
|                            | Laburista                                 | Gaynor Austin              | 6 287                      | 11,05                      |
|                            | Verdi                                     | Zoe Parker                 | 2 600                      | 4,57                       |
|                            | UKIP                                      | Jim Makin                  | 616                        | 1,08                       |
|                            | Justice & Anti-Corruption                 | Eddie Trotter              | 196                        | 0,34                       |
|                            |                                           |                            |                            |                            |
| Iscritti                   | Iscritti                                  | Iscritti                   | 76 478                     | 100,00                     |
| ↳ Votanti (% su iscritti)  | ↳ Votanti (% su iscritti)                 | ↳ Votanti (% su iscritti)  | 56 895                     | 74,39                      |
| ↳ Astenuti (% su iscritti) | ↳ Astenuti (% su iscritti)                | ↳ Astenuti (% su iscritti) | 19 583                     | 25,61                      |
|                            |                                           |                            |                            |                            |
|                            | Esito: collegio confermato a Conservatore |                            |                            |                            |

| Partito                    | Partito                                   | Candidato                  | Risultati 8 giugno 2017 | Risultati 8 giugno 2017 |
| Partito                    | Partito                                   | Candidato                  | Voti                    | %                       |
| -------------------------- | ----------------------------------------- | -------------------------- | ----------------------- | ----------------------- |
|                            | Conservatore                              | Damian Hinds               | 35 263                  | 63,64                   |
|                            | Laburista                                 | Rohit Dasgupta             | 9 411                   | 16,98                   |
|                            | Lib Dem                                   | Richard Robinson           | 8 403                   | 15,17                   |
|                            | Verdi                                     | Richard Knight             | 1 760                   | 3,18                    |
|                            | JAC                                       | Susan Jerrard              | 571                     | 1,03                    |
|                            |                                           |                            |                         |                         |
| Iscritti                   | Iscritti                                  | Iscritti                   | 73 501                  | 100,00                  |
| ↳ Votanti (% su iscritti)  | ↳ Votanti (% su iscritti)                 | ↳ Votanti (% su iscritti)  | 55 567                  | 75,60                   |
| ↳ Astenuti (% su iscritti) | ↳ Astenuti (% su iscritti)                | ↳ Astenuti (% su iscritti) | 17 934                  | 24,40                   |
|                            |                                           |                            |                         |                         |
|                            | Esito: collegio confermato a Conservatore |                            |                         |                         |

| Partito                    | Partito                                   | Candidato                  | Risultati 7 maggio 2015 | Risultati 7 maggio 2015 |
| Partito                    | Partito                                   | Candidato                  | Voti                    | %                       |
| -------------------------- | ----------------------------------------- | -------------------------- | ----------------------- | ----------------------- |
|                            | Conservatore                              | Damian Hinds               | 31 334                  | 60,67                   |
|                            | UKIP                                      | Peter Baillie              | 6 187                   | 11,98                   |
|                            | Lib Dem                                   | Richard Robinson           | 5 732                   | 11,10                   |
|                            | Laburista                                 | Alex Wilks                 | 5 220                   | 10,11                   |
|                            | Verdi                                     | Peter Bisset               | 3 176                   | 6,15                    |
|                            |                                           |                            |                         |                         |
| Iscritti                   | Iscritti                                  | Iscritti                   | 72 642                  | 100,00                  |
| ↳ Votanti (% su iscritti)  | ↳ Votanti (% su iscritti)                 | ↳ Votanti (% su iscritti)  | 51 649                  | 71,10                   |
| ↳ Astenuti (% su iscritti) | ↳ Astenuti (% su iscritti)                | ↳ Astenuti (% su iscritti) | 20 993                  | 28,90                   |
|                            |                                           |                            |                         |                         |
|                            | Esito: collegio confermato a Conservatore |                            |                         |                         |

| Partito                    | Partito                                           | Candidato                  | Risultati 6 maggio 2010 | Risultati 6 maggio 2010 |
| Partito                    | Partito                                           | Candidato                  | Voti                    | %                       |
| -------------------------- | ------------------------------------------------- | -------------------------- | ----------------------- | ----------------------- |
|                            | Conservatore                                      | Damian Hinds               | 29 137                  | 56,78                   |
|                            | Lib Dem                                           | Adam Carew                 | 15 640                  | 30,48                   |
|                            | Laburista                                         | Jane Edbrooke              | 4 043                   | 7,88                    |
|                            | UKIP                                              | Hugh McGuiness             | 1 477                   | 2,88                    |
|                            | Democratici                                       | Matt Williams              | 710                     | 1,38                    |
|                            | JAC                                               | Don Jerrard                | 310                     | 0,60                    |
|                            |                                                   |                            |                         |                         |
| Iscritti                   | Iscritti                                          | Iscritti                   | 72 277                  | 100,00                  |
| ↳ Votanti (% su iscritti)  | ↳ Votanti (% su iscritti)                         | ↳ Votanti (% su iscritti)  | 51 317                  | 71,00                   |
| ↳ Astenuti (% su iscritti) | ↳ Astenuti (% su iscritti)                        | ↳ Astenuti (% su iscritti) | 20 960                  | 29,00                   |
|                            |                                                   |                            |                         |                         |
|                            | Esito: collegio passa da Laburista a Conservatore |                            |                         |                         |

### Elezioni negli anni 2000
| Partito                    | Partito                                   | Candidato                  | Risultati 5 maggio 2005 | Risultati 5 maggio 2005 |
| Partito                    | Partito                                   | Candidato                  | Voti                    | %                       |
| -------------------------- | ----------------------------------------- | -------------------------- | ----------------------- | ----------------------- |
|                            | Conservatore                              | Michael Mates              | 24 273                  | 45,68                   |
|                            | Lib Dem                                   | Ruth Bright                | 18 764                  | 35,31                   |
|                            | Laburista                                 | Marjorie Broughton         | 8 519                   | 16,03                   |
|                            | UKIP                                      | David Samuel               | 1 583                   | 2,98                    |
|                            |                                           |                            |                         |                         |
| Iscritti                   | Iscritti                                  | Iscritti                   | 79 430                  | 100,00                  |
| ↳ Votanti (% su iscritti)  | ↳ Votanti (% su iscritti)                 | ↳ Votanti (% su iscritti)  | 53 139                  | 66,90                   |
| ↳ Astenuti (% su iscritti) | ↳ Astenuti (% su iscritti)                | ↳ Astenuti (% su iscritti) | 26 291                  | 33,10                   |
|                            |                                           |                            |                         |                         |
|                            | Esito: collegio confermato a Conservatore |                            |                         |                         |

| Partito                    | Partito                                   | Candidato                  | Risultati 7 giugno 2001 | Risultati 7 giugno 2001 |
| Partito                    | Partito                                   | Candidato                  | Voti                    | %                       |
| -------------------------- | ----------------------------------------- | -------------------------- | ----------------------- | ----------------------- |
|                            | Conservatore                              | Michael Mates              | 23 950                  | 47,62                   |
|                            | Lib Dem                                   | Robert Booker              | 15 060                  | 29,95                   |
|                            | Laburista                                 | Barbara Burfoot            | 9 866                   | 19,62                   |
|                            | UKIP                                      | Stephen Coles              | 1 413                   | 2,81                    |
|                            |                                           |                            |                         |                         |
| Iscritti                   | Iscritti                                  | Iscritti                   | 78 209                  | 100,00                  |
| ↳ Votanti (% su iscritti)  | ↳ Votanti (% su iscritti)                 | ↳ Votanti (% su iscritti)  | 50 289                  | 64,30                   |
| ↳ Astenuti (% su iscritti) | ↳ Astenuti (% su iscritti)                | ↳ Astenuti (% su iscritti) | 27 920                  | 35,70                   |
|                            |                                           |                            |                         |                         |
|                            | Esito: collegio confermato a Conservatore |                            |                         |                         |

## Risultati dei referendum

### Referendum sulla permanenza del Regno Unito nell'Unione europea del 2016
|             | Collegio       | Lasciare UE % | Rimanere in UE % |
| ----------- | -------------- | ------------- | ---------------- |
|             | East Hampshire | 48,7%         | 51,3%            |
|             | Inghilterra    | 53,3%         | 46,7%            |
| Regno Unito | 51,9%          | 48,1%         |                  |